# St. Viktor (Poschiavo)

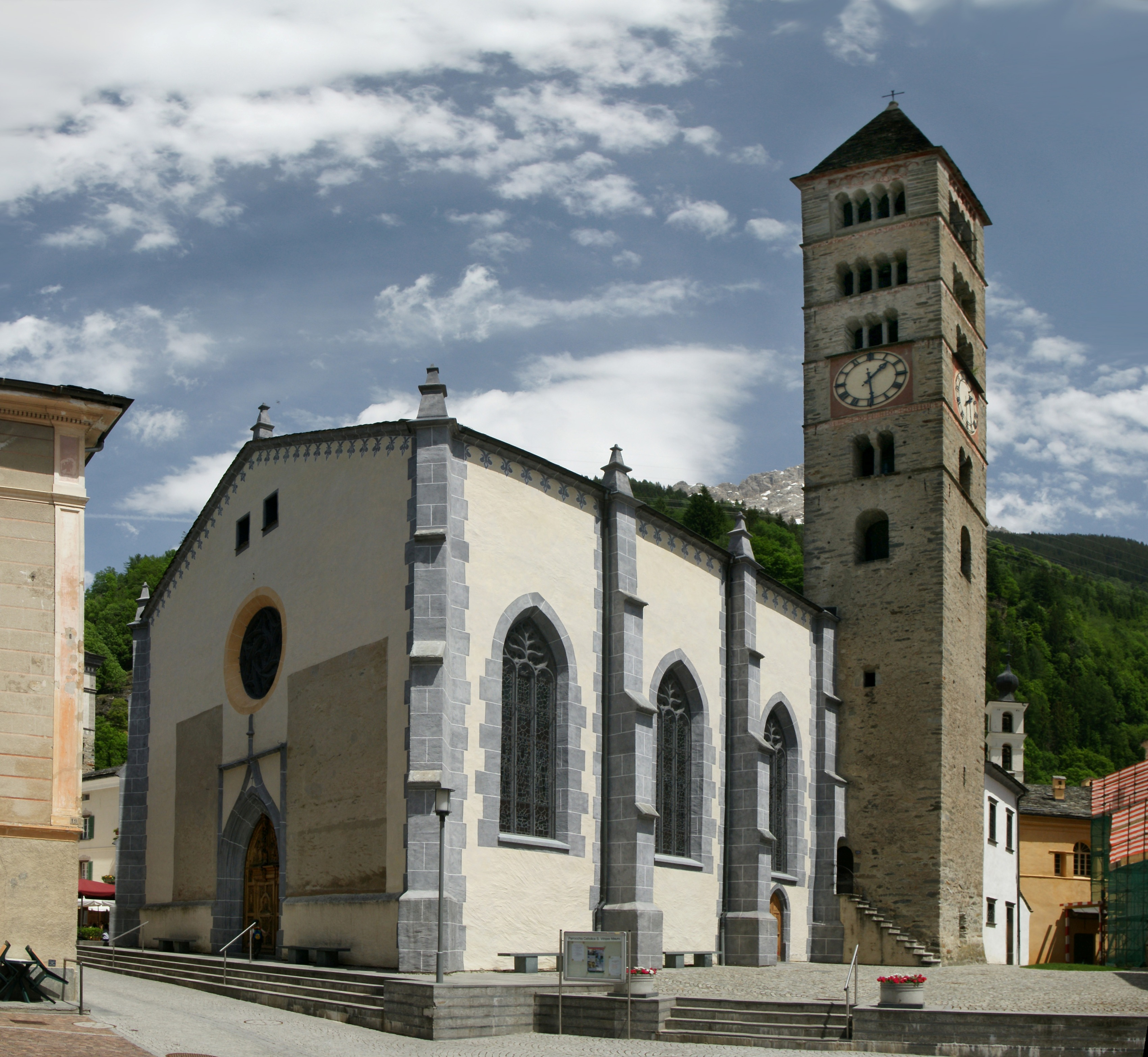
St. Viktor in Poschiavo

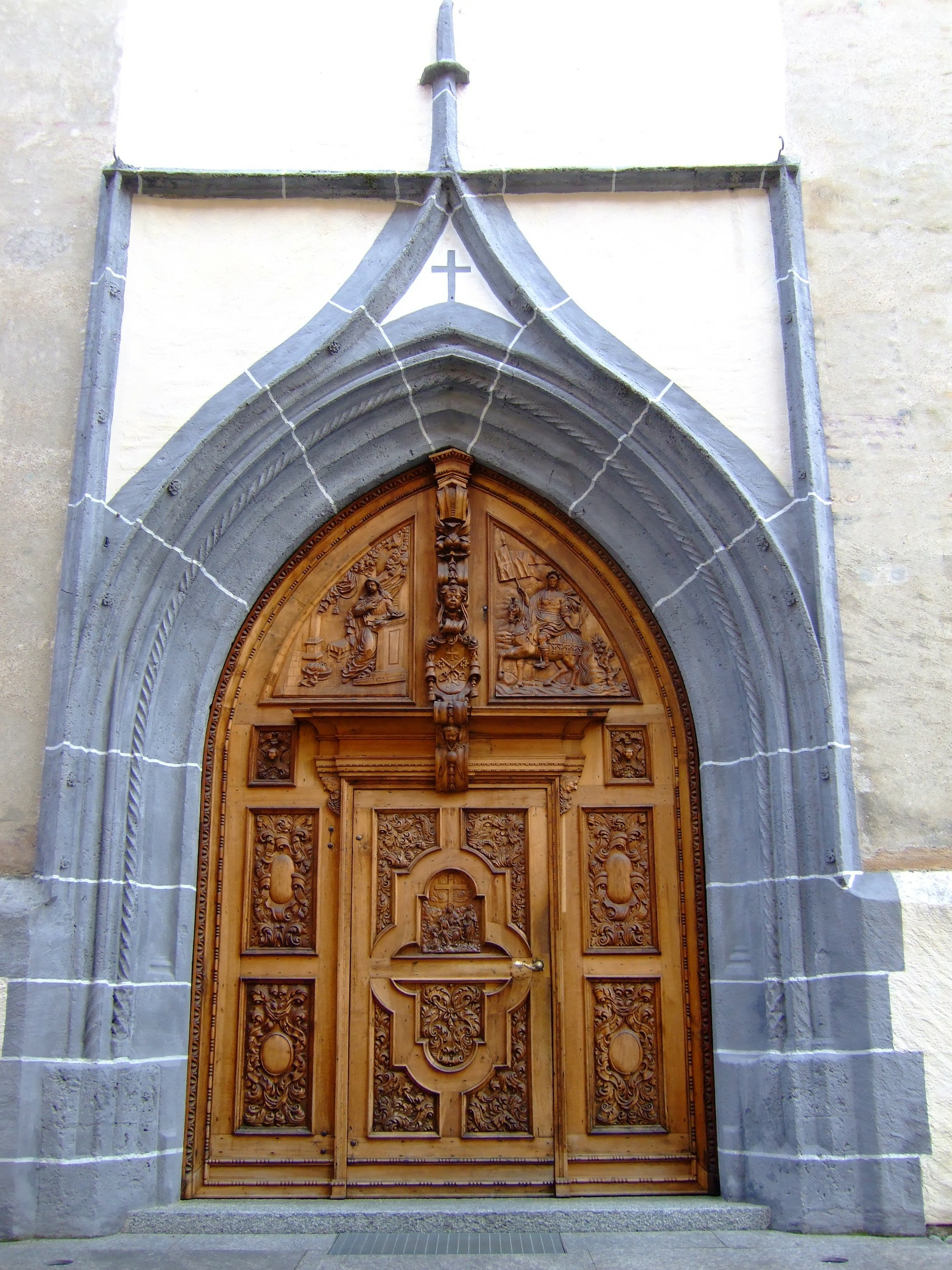
Westportal

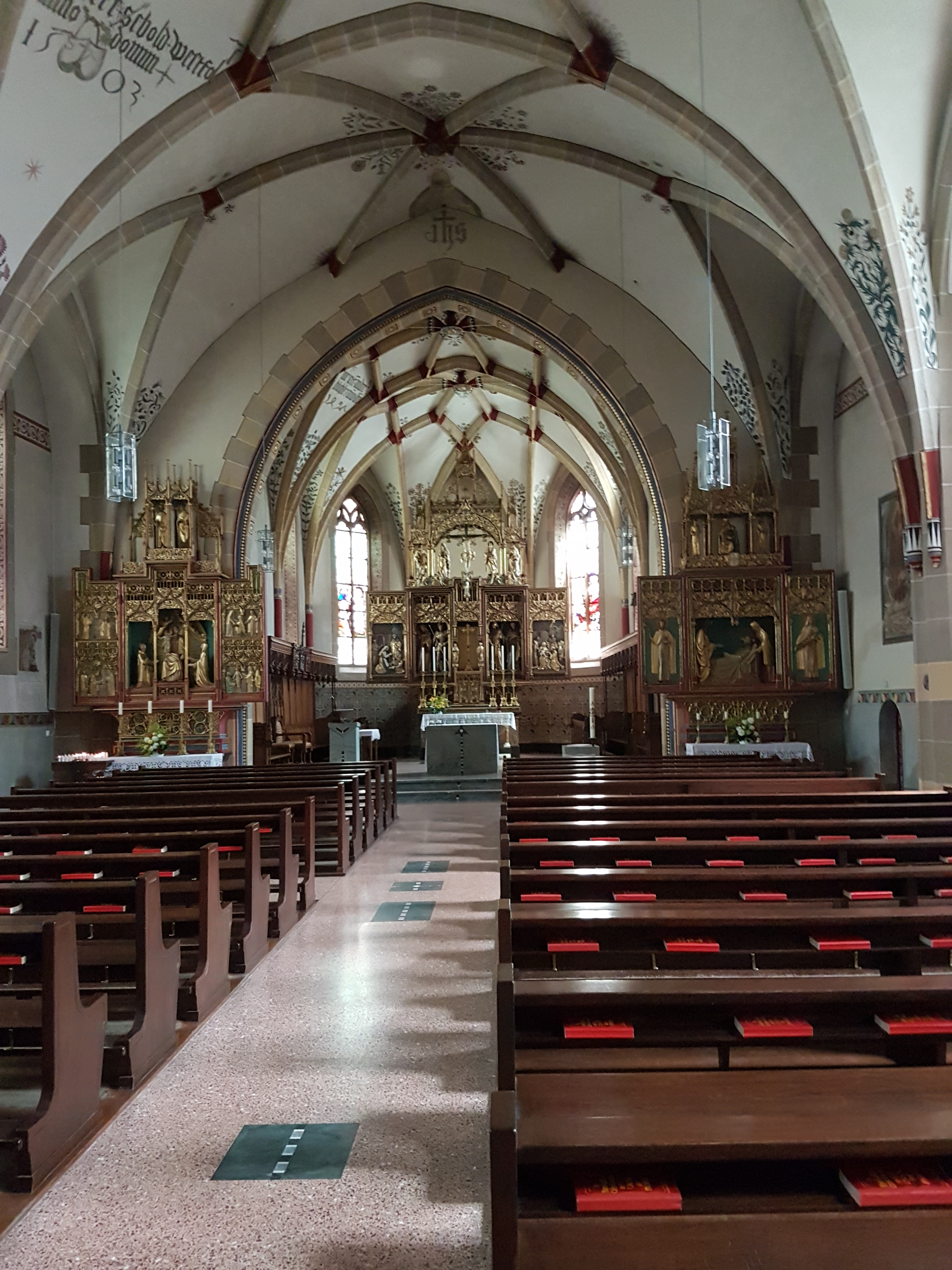
Blick durchs Kirchenschiff

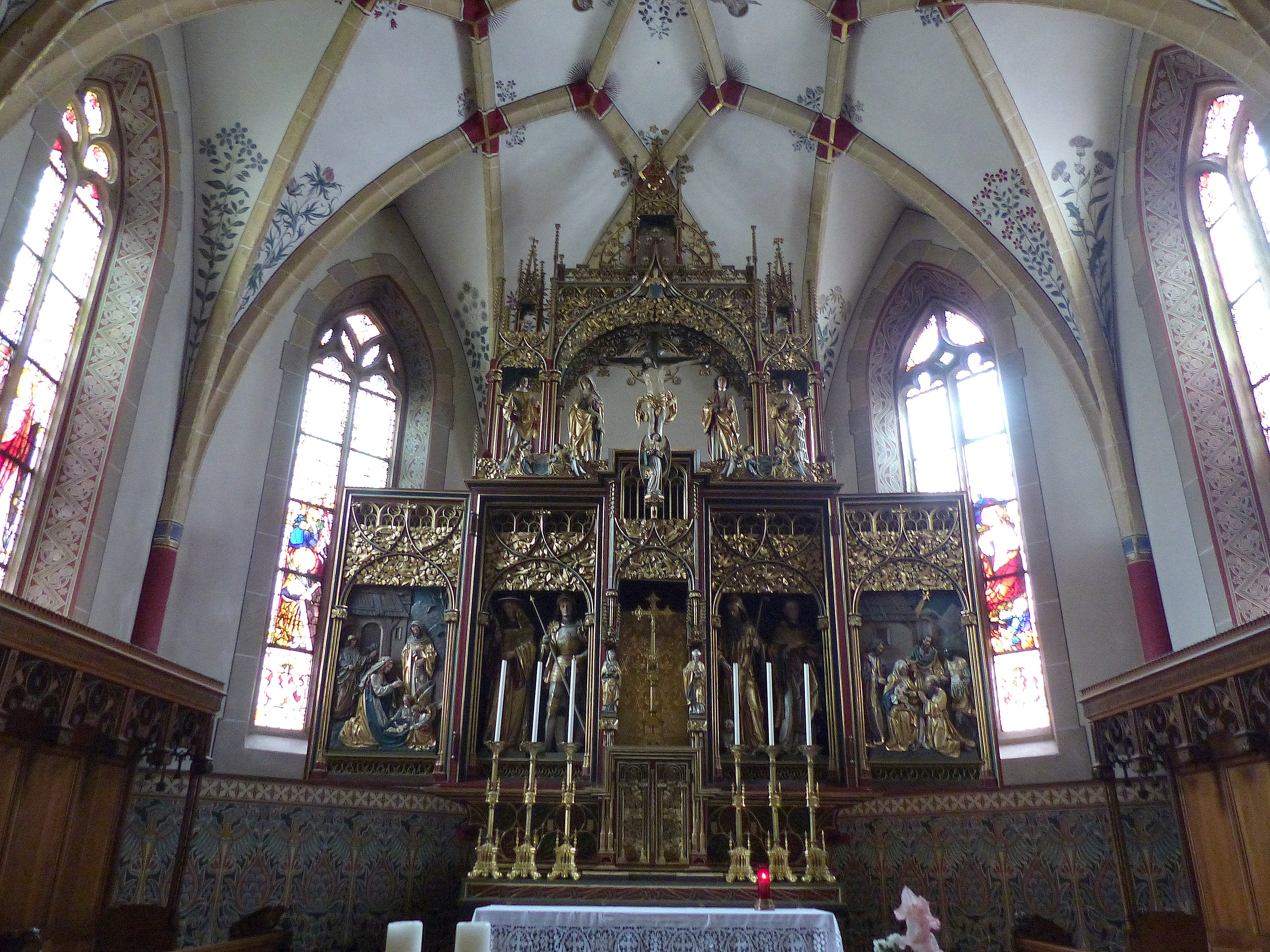
Hauptaltar

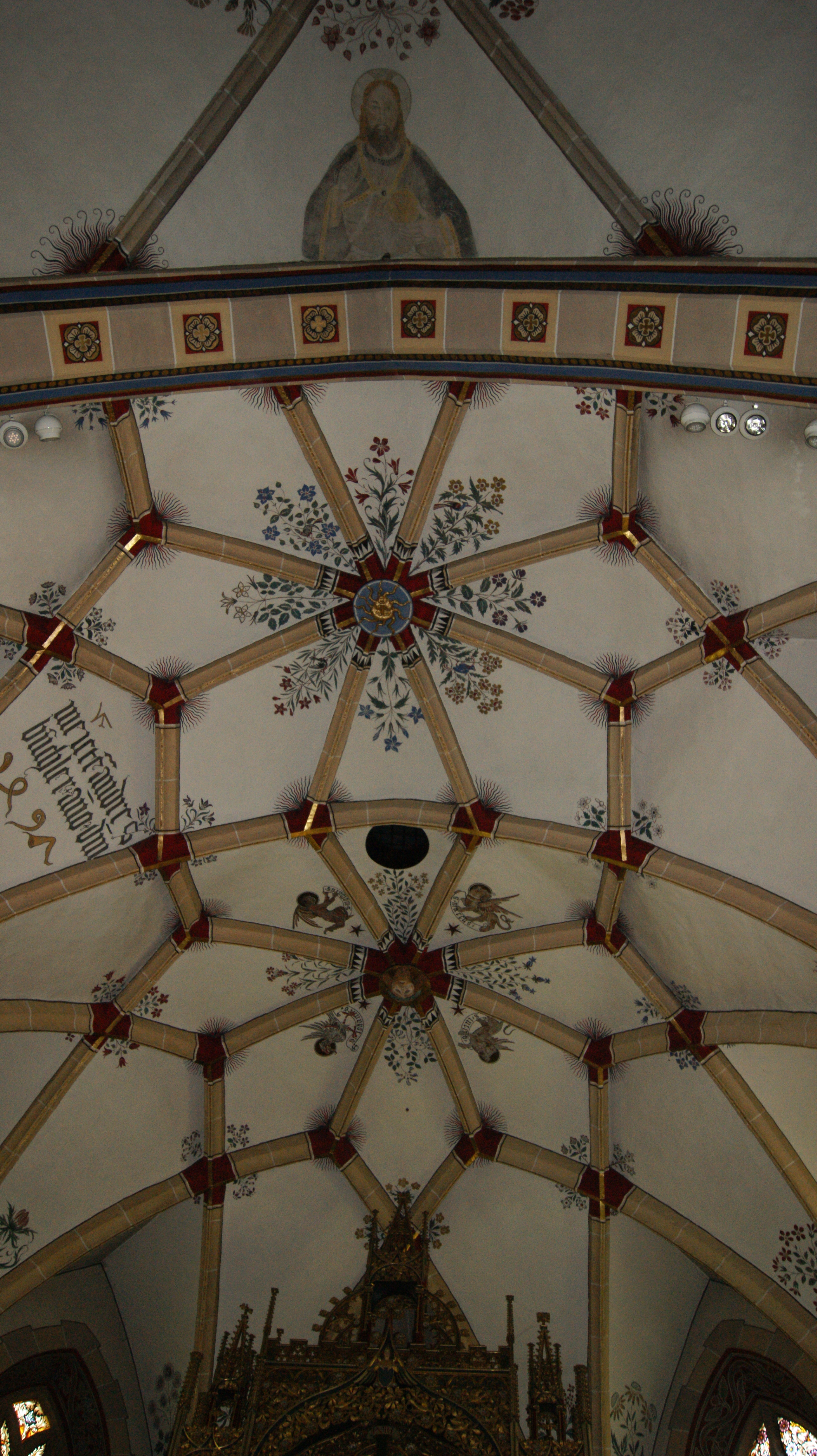
Kreuzgewölbe

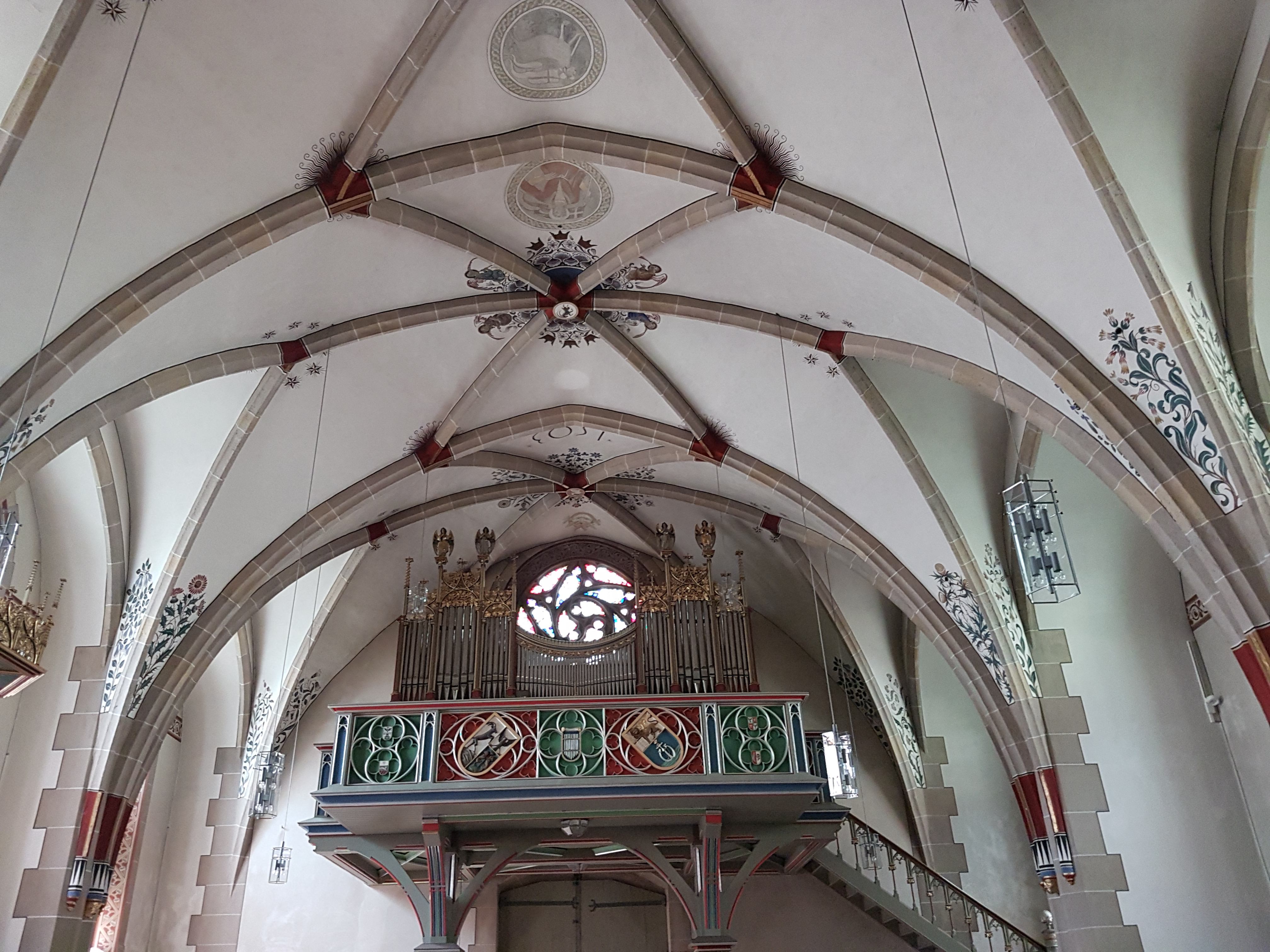
Orgel

Die als  Kulturgut geschützte römisch-katholische Stiftskirche St. Viktor (auch San Vittore Mauro, San Vittore oder Chiesa collegiata cattolica di San Vittore) steht im Ortszentrum von Poschiavo im Puschlav (italienisch Val Poschiavo), einem Südtal des Schweizer Kantons Graubünden. Sie ist dem Bistum Chur zugehörig und Victor von Mailand gewidmet, dem Schutzpatron von Poschiavo.

## Geschichte
Der Kirchenbau wurde im Kern im 12. Jahrhundert begonnen (Frühmittelalter), die Mauern des Kirchenschiffs stammen wahrscheinlich aus dem Spätmittelalter. Der Turm wurde in der ersten Hälfte des 13. Jahrhunderts errichtet. Die Kirche wurde immer wieder umgebaut und erweitert, wobei 1653 die Bautätigkeit im Stil des Barocks im Wesentlichen beendet wurde. Im späten 17. Jahrhundert wurde eine Sakristei angebaut, die Schnitzereien am Westtor stammen aus dem Jahr 1700. Der Innenraum wurde 1902 und 1903 neugotisch umgestaltet. 1975 und 2003 wurde die Kirche aussen renoviert, von 1988 bis 1989 innen. Dabei wurde immer wieder versucht, ihren ursprünglichen Charakter zu erhalten bzw. wiederherzustellen.
Nachdem 1547 von italienischen Exulanten eine protestantische Gemeinde gegründet worden war, wurde St. Viktor eine Simultankirche und zunächst paritätisch genutzt. Die Gottesdienste fanden zu verschiedenen Uhrzeiten statt. Nur die Kirchenbänke mussten jeweils umgestellt werden; für die Katholiken in Richtung Altar, für die Protestanten in Richtung Kanzel. Nach dem Veltliner Mord, der auch im nur etwa acht Kilometer entfernten benachbarten Brusio zu Brandschatzungen an den Häusern der Reformierten und zu deren Vertreibung und auch zu Ermordungen führte, verbot 1622 eine Päpstliche Bulle auch noch alle reformierten Gottesdienste in katholischen Kirchen. Und mit dem «sacro macello poschiavino» 1623, bei dem es nun auch in Poschiavo zur Vertreibung und Ermordung der Reformierten und zur Plünderung deren Eigentums kam, endete die gemeinsame Nutzung der Kirche endgültig.

## Gebäude

### Aussen
Die im Wesentlichen spätgotische Stiftskirche St. Viktor mit romanischem Turm ist zusammen mit der nahe gelegenen barocken reformierten Kirche von Poschiavo (1649/1685) als charakteristisches Ensemble für den Ort bestimmend.
Das Kirchenschiff wird von aussen durch die mittelgrauen, abgestuften, farblich zum beigen Grundton der Kirche kontrastierenden Strebepfeiler und mittelgrauen Spitzbogenfenster dominiert. Die abgestuften Strebepfeiler reichen bis zur Dachkante und enden mit einem pyramidenartigen Aufbau. Über dem sandsteingefassten Westtor mit einer reich im barocken Stil geschmückten, geschnitzten Türe befindet sich ein grosses Rosettenfenster. Der abgesetzte polygonale Chor weist abgestufte, gelbe Strebepfeiler auf, die unter der Dachkante enden.
Der romanische Turm ist sichtbar älteren Datums als das Kirchenschiff. Er ist aus Natursteinen mit einer nach oben ansteigenden Anzahl von Schallöffnungen gebaut. Der letzte Stock des Glockenturms ist mit gekreuzten Bögen geschmückt. Drei Seiten des Turmes weisen in Höhe der mittleren Schallöffnungen eine Uhr mit aufgemaltem Ziffernblatt mit römischen Ziffern auf. Südlich ist eine zweigeschossige Sakristei angebaut.
Das Dach der Kirche (Satteldach) und des Turmes (Zeltdach) ist mit Schiefertafeln eingedeckt.

### Innen
Das Kirchenschiff und den Chor dominiert ein Kreuzrippengewölbe. Hochaltar und Seitenaltäre stammen von Theodor Schnell dem Jüngeren (1902–1904). Eine farbige und mit reichen Schnitzereien verzierte Kanzel mit einem «gekrönten» Schalldeckel steht an der Südseite des Kirchenschiffs. 
Über dem Westportal befindet sich eine farbige, mit Ornamenten versehene, an drei Seiten freie und auf zwei Säulen ruhende Empore mit der heutigen Orgel. Bereits um 1800 soll sich in der Kirche eine Orgel befunden haben. 1889 wurde eine mechanische Kegelladenorgel von Friedrich Goll aus Luzern mit 20 Registern auf 2 Manualen und Pedal (Opus 83) eingebaut, welche das alte Instrument ersetzte. Diese Orgel stand noch neben dem Chor. 
1904 wurde die Orgel an die Westwand über dem Westportal versetzt. Der gleichzeitig durchgeführte Umbau der Orgel betraf auch das Gehäuse. Weitgehend weiter verwendet wurden die alten Pfeifen. 
1991 erfolgte die letzte Sanierung durch Orgelbau Felsberg aus Felsberg. Die Trakturen wurden wieder mechanisiert. Prospekt und Gehäuse von Goll wurden beibehalten.
In der Kirche befindet sich eine Platte zur Erinnerung an Edgar Aristide Maranta (1897–1975), Kapuziner, Missionar und römisch-katholischer Erzbischof von Daressalam in Tansania.